# Amathusia adustata
Amathusia adustata är en fjärilsart som beskrevs av Hans Fruhstorfer 1904. Amathusia adustata ingår i släktet Amathusia och familjen praktfjärilar. Inga underarter finns listade i Catalogue of Life.